# Brenda Hale
Brenda Marjorie Hale, Baronesa Hale de Richmond, DBE, PC (Yorkshire, 31 de janeiro de 1945) é uma magistrada britânica e que serviu como presidente da Suprema Corte do Reino Unido de 2017 a 2020.
Em 2004, ela foi nomeada para a Câmara dos Lordes como Lorde de Apelação, sendo a única mulher designada para tal posição. Em 2009, Brenda e os demais lordes de apelação foram transferidos para a recém criada Suprema Corte.
Ocupando o cargo de vice-presidente desde 2013, Brenda foi nomeada presidente da Suprema Corte em 5 de setembro de 2017, tornando-se a primeira mulher a desempenhar esse papel. Ela também é uma das duas únicas mulheres já nomeadas para a Suprema Corte (juntamente com Jill Black).
Brenda é presidente honorária da Cambridge University Law Society.

## Biografia
Filha de um casal de diretores de escola, Brenda Hale nasceu em 1945 em West Yorkshire, Inglaterra, sendo a segunda de três irmãs. Ela foi educada em Richmond, North Yorkshire, na Richmond High School for Girls (atualmente parte da Richmond School), e graduou-se em Direito no Girton College, em Cambridge, como a primeira de sua turma.
Após graduar-se, Brenda ingressou na Universidade de Manchester como professora assistente. Trabalhando em tempo parcial como advogada, ela passou 18 anos dedicando-se principalmente à vida acadêmica e tornou-se professora titular de Direito em Manchester em 1986. Dois anos antes, ela se tornou a primeira mulher e a pessoa mais jovem a ser indicada para a Law Commission, supervisionando uma série de importantes reformas no Direito de Família durante os nove anos que passou com a Comissão. Em 1989, ela foi nomeada conselheira da rainha.

### Carreira jurídica
Hale foi nomeada recorder em 1989 e, em 1994, tornou-se juíza da Divisão de Família da Alta Corte de Justiça. Após a sua nomeação, conforme o costume, ela foi nomeada Dama-Comendadora da Mui Excelentíssima Ordem do Império Britânico (DBE). Em 1999, Hale seguiu Elizabeth Butler-Sloss e tornou-se a segunda mulher a ser nomeada para a Corte de Apelação, ingressando ao mesmo tempo no Conselho Privado.
Em 12 de janeiro de 2004, ela foi a primeira mulher nomeada lorde de apelação e criada par vitalício como baronesa Hale de Richmond, de Easby no condado de North Yorkshire, ainda sob o Appellate Jurisdiction Act 1876.
Em junho de 2013, Hale foi nomeada vice-presidente da Suprema Corte do Reino Unido, sucedendo David Hope. Finalmente, em setembro de 2017, sucedeu David Neuberger como presidente da Suprema Corte.
Em 21 de março de 2018, o judiciário de Hong Kong anunciou sua nomeação como juíza não permanente da Corte de Apelação Final. Sua nomeação foi acompanhada pelas de Andrew Cheung e Beverley McLachlin, sendo esta a primeira vez em que juízas foram indicadas para atuar naquele tribunal.

### Vida pessoal
Em 1968, Hale casou-se com Anthony Hoggett, um colega professor de direito em Manchester, com quem teve uma filha. O casal se divorciou em 1992, ano em que ela se casou com Julian Farrand, ex-professor de direito em Manchester, Pensions Ombudsman e colega de Hale na Law Commission.